# Problema del recubrimiento de un disco
El problema del recubrimiento de un disco consiste en determinar el número real {\displaystyle r(n)} más pequeño tal que {\displaystyle n} discos de radio {\displaystyle r(n)} puedan disponerse de forma que recubran el disco unidad. Dualmente, para un radio dado µ, se busca el entero n más pequeño tal que n discos de radio µ puedan recubrir el disco unidad.
Las mejores soluciones conocidas hasta la fecha son las siguientes:
| n  | r(n)                                       | Simetrías                 |
| -- | ------------------------------------------ | ------------------------- |
| 1  | 1                                          | Todas                     |
| 2  | 1                                          | Todas (2 discos apilados) |
| 3  | {\displaystyle {\sqrt {3}}/2}= 0.866025... | 120°, 3 reflexiones       |
| 4  | {\displaystyle {\sqrt {2}}/2}= 0.707107... | 90°, 4 reflexiones        |
| 5  | 0.609382... A133077                        | 1 reflexión               |
| 6  | 0.555905... A299695                        | 1 reflexión               |
| 7  | {\displaystyle 1/2}= 0.5                   | 60°, 6 reflexiones        |
| 8  | 0.445041...                                | ~51.4°, 7 reflexiones     |
| 9  | 0.414213...                                | 45°, 8 reflexiones        |
| 10 | 0.394930...                                | 36°, 9 reflexiones        |
| 11 | 0.380083...                                | 1 reflexión               |
| 12 | 0.361141...                                | 120°, 3 reflexiones       |

## Método
La siguiente imagen muestra un ejemplo de un disco (con trazo discontinuo) de radio 1, recubierto por seis discos (con línea continua) de radio ~0,6. Uno de los discos de cobertura se coloca centralmente y los cinco restantes de forma simétrica a su alrededor.
Si bien esta no es la mejor disposición para r(6), disposiciones similares de seis, siete, ocho y nueve discos alrededor de un disco central, todos con el mismo radio, son las mejores estrategias de disposición para r(7), r(8), r(9) y r(10), respectivamente. Los ángulos θ correspondientes se indican en la columna "Simetría" de la tabla anterior.